# Thevenetimyia australiensis
Thevenetimyia australiensis är en tvåvingeart som beskrevs av Hall 1969. Thevenetimyia australiensis ingår i släktet Thevenetimyia och familjen svävflugor. Inga underarter finns listade i Catalogue of Life.